# تورزيم

علم المدينة

شعار المدينة

تورزيم (بالبولونية Torzym) وهي إحدى مدن بولندا والتي تقع بالقرب من الحدود الألمانية على بعد 30 كيلومترا منها في مقاطعة Sulęcin في محافظة Lubusz  تبلغ مساحة مدينة تورزيم حوالي 9,11 كيلومترا مربعا و يبلغ عدد سكانها حوالي 2456 نسمة حسب إحصائية عام 2006 .